# Palpostoma subsessile
Palpostoma subsessile là một loài ruồi trong họ Tachinidae.